# Siena Agudong
Siena Nicole Agudong (Kauai, Hawái, 19 de agosto de 2004) es una actriz estadounidense, que comenzó su carrera como actriz infantil. Es conocida por sus papeles en la serie de Nickelodeon, Star Falls, y en las series de Netflix No Good Nick (2019) y Resident Evil (2022). sus película incluyen Alex & Me (2018) y la película original de Disney Channel Upside Down Magic (2020).

## Primeros años y educación
Nacida y criada en Kauai, Hawái, hija de Karen y Kenneth Agudong, cuyo apellido es de Wailua. Ella es de ascendencia hawaiana, filipina y europea. Tiene una hermana mayor, Sydney, que la inspiró a actuar.
Siena asistió a la Escuela Primaria King Kaumuali'i ya la Escuela Island. Luego se cambió a la escuela en línea para su carrera como actriz.

## Carrera
Agudong empezó a actuar cuando tenía 7 años en producciones locales, su primer papel fue en Willy Wonka en el Teatro Infantil de Hawái. Hizo su debut en televisión a la edad de 8 años con un papel recurrente como Lulu Parker en Killer Women. Interpretó el papel recurrente de Natlee en Nicky, Ricky, Dicky & Dawn y ha tenido papeles como invitada en Teachers y Sydney to the Max.
El trabajo de Agudong le valió varias nominaciones a los premios Young Artist Award y Young Entertainer Award desde 2015 y una victoria como Mejor Actriz Joven Protagónica Invitada - 12 y Menos en 2017.
Agudong protagonizó la película directa a video Alex & Me de Warner Bros. de 2018 como Reagan Wills. In 2018, Agudong consiguió el papel de Sophia Miller en la serie de Nickelodeon Star Falls. En septiembre de 2018, se anunció que interpretaría el papel principal de una joven estafadora en la comedia de situación de Netflix de 2019 No Good Nick, su primer papel protagónico. En agosto de 2019, se anunció que Agudong había sido elegido para el papel coprotagonista de Reina Carvajal en la película original de Disney Channel Upside Down Magic, que se estrenó el 31 de julio de 2020. La última película fue oficialmente el primer papel principal de Agudong en una película. Más tarde, Siena interpretó a una Mia Toretto más joven en F9.

## Filmografía

### Cine
| Año  | Título            | Personaje           | Ref. |
| ---- | ----------------- | ------------------- | ---- |
| 2013 | Second Chances    | Mindy               |      |
| 2013 | Alex & Me         | Reagan Wills        |      |
| 2021 | F9: The Fast Saga | Mia Toretto (joven) |      |
| 2024 | The 4:30 Movie    | Melody Barnegat     |      |

### Televisión
| Year      | Título                     | Personaje              | Notas                                                              |
| --------- | -------------------------- | ---------------------- | ------------------------------------------------------------------ |
| 2014      | Killer Women               | Lulu Parker            | Papel recurrente                                                   |
| 2015–2018 | Nicky, Ricky, Dicky & Dawn | Natlee                 | Papel recurrente (temporadas 2-4)                                  |
| 2016–2019 | Teachers                   | Tiffany                | Episodios: «Playing the Partum», «The Last Day», «Duct Duct Goose» |
| 2018      | Star Falls                 | Sophia Miller          | Papel principal                                                    |
| 2019      | Sydney to the Max          | Brittany               | Episodio: «You've Got Female»                                      |
| 2019      | No Good Nick               | Nicole "Nick" Paterson | Papel principal                                                    |
| 2020      | Hawaii Five-0              | Olivia                 | Episodio: «E ho'i na keiki oki uaua o na pali»                     |
| 2020      | Upside-Down Magic          | Reina Carvajal         | Disney Channel Original Movie                                      |
| 2020      | Raven's Home               | Mikka (Mica)           | Episodio: «Tesscue Me»                                             |
| 2022      | Resident Evil              | Billie Wesker          | Protagonista, serie de TV Netflix                                  |

### Cortos
| Año  | Título                       | Personaje | Refs   |
| ---- | ---------------------------- | --------- | ------ |
| 2021 | Cool, Awesome, and Desirable | Kate      | [ 23 ] |

### Desconocido
| Año | Título                  | Personaje      | Refs   |
| --- | ----------------------- | -------------- | ------ |
| TBA | Allie Mitchell Must Win | Rochelle Brown | [ 24 ] |

## Premios y nominaciones
| Año  | Premio              | Categoría                                                                   | Trabajo                    | Resultado | Refs   |
| ---- | ------------------- | --------------------------------------------------------------------------- | -------------------------- | --------- | ------ |
| 2015 | Young Artist Awards | Best Performance in a TV Series – Recurring Young Actress 10 and Under      | Killer Women               | Nominada  | [ 12 ] |
| 2016 | Young Artist Awards | Best Performance in a TV Series – Guest Starring Young Actress 10 and Under | Nicky, Ricky, Dicky & Dawn | Nominada  | [ 12 ] |
| 2017 | Young Artist Awards | Best Performance in a TV Series – Recurring Young Actress                   | Nicky, Ricky, Dicky & Dawn | Nominada  | [ 12 ] |